# Barbara McClintock
Barbara McClintock (Hartford, 16 juni 1902 – Huntington, 2 september 1992) was een Amerikaans botanicus en een van de meest vooraanstaande onderzoekers op het gebied van cytogenetica. In 1983 won ze de Nobelprijs voor Fysiologie of Geneeskunde voor de ontdekking van mobiele genetische elementen of transposonen in maïs.

## Biografie
McClintock werd geboren als de derde van vier kinderen van Thomas Henry McClintock en Sara Handy McClintock. Ze werd aanvankelijk Eleanor genoemd, maar haar ouders veranderen haar voornaam in Barbara toen ze vier was omdat die beter bij haar persoonlijkheid paste. Met haar moeder had ze een moeizame relatie en om de spanning in het gezin weg te nemen bracht ze een groot deel van haar jeugd door bij haar oom en tante in landelijk Massachusetts.
Ze kreeg in 1927 haar Ph.D. in de plantkunde van de Cornell-universiteit, waar ze onderzoek deed naar de cytogenetica van maïs. Hier bleef ze zich tijdens het merendeel van haar carrière mee bezighouden. Tussendoor was ze docent genetica geweest aan de Universiteit van Missouri (1936-41) en hoogleraar bij het Cold Spring Harbor Laboratory (1942-67). Van 1965 tot 1971 was ze hoogleraar aan Cornell.
Vanaf eind jaren twintig bestudeerde McClintock chromosomen en hoe deze veranderen tijdens de reproductie in maïs. Ze ontwikkelde de techniek voor het visualiseren van maïschromosomen, en gebruikte microscopische analyses om fundamentele genetische ideeën te demonstreren zoals de recombinantie bij de crossing-over tijdens de meiose. Ze produceerde de eerste genetische kaart voor maïs, waarbij ze connecties legde tussen regio's van een chromosoom met bepaalde fysieke eigenschappen.
In 1944 werd ze opgenomen in de National Academy of Sciences.

## Werk
Tijdens de jaren veertig en vijftig, dus nog voor de ontdekking van de dubbele DNA-helix, ontdekte McClintock bij het bestuderen van de erfelijke eigenschappen van de maisplant (Zea mays) dat genen zich over het genoom kunnen verplaatsen. In de door haar gekweekte maisplanten zag ze korrels met afwijkende pigmentatie. Vervolgens onderzocht ze of deze verschillen in pigmentatie verband hielden met veranderingen in de chromosomen. Ze vond dat deze veranderingen parallel liepen met verplaatsingen van structurele elementen binnen of tussen de chromosomen. McClintock noemde deze genen mobiele elementen of springende genen, en gebruikte ze om aan te tonen hoe genen verantwoordelijk zijn voor het activeren van een fysieke eigenschap.
Via nader onderzoek vermoedde ze dat deze mobiele genen niet alleen een controlerende taak hebben, maar ook verantwoordelijk zijn voor het activeren van een fysieke eigenschap. Hiermee liep ze vooruit op de latere operon-theorie van Jacques Monod en François Jacob. Omdat haar theorieën sceptisch werden ontvangen, stopte ze in 1953 met het publiceren van data. Later deed ze een uitgebreide studie naar de cytogenetica en etnobotanie van maïssoorten in Zuid-Amerika.
McClintocks onderzoek kreeg tijdens de jaren zestig steeds meer aandacht in wetenschappelijke kringen. In de loop van de jaren zeventig werd duidelijk dat de mogelijkheid dat de translocatie van een stukje van een chromosoom in plant en dier van groot belang was voor het onderzoek naar kanker en erfelijke afwijkingen en naar het optreden van resistentie tegen antibiotica. Hoewel deze springende genen het eerst bij een maisplant werden gevonden, bleek later dat deze elementen ook bij andere organismen een rol speelden. 
Ze kreeg veel prijzen voor haar onderzoek, waaronder de National Medal of Science (1970), de Louisa Gross Horwitz Prize (1982, samen met Susumu Tonegawa), de Wolfprijs (1981) en de Nobelprijs voor Fysiologie of Geneeskunde (1983). Daarmee was ze de enige vrouw die zelfstandig de Nobelprijs in deze categorie won.

## Belangrijke publicaties
- McClintock, Barbara (1929) "A cytological and genetical study of triploid maize". Genetics 14:180–222
- Creighton, Harriet B., and McClintock, Barbara (1931) "A Correlation of Cytological and Genetical Crossing-Over in Zea Mays". Proceedings of the National Academy of Sciences 17:492–497
- McClintock, Barbara (1931) "The order of the genes C, Sh, and Wx in Zea Mays with reference to a cytologically known point in the chromosome". Proceedings of the National Academy of Sciences 17:485–91
- McClintock, Barbara (1941) "The stability of broken ends of chromosomes in Zea Mays". Genetics 26:234–82
- McClintock, Barbara (1945) "Neurospora: preliminary observations of the chromosomes of Neurospora crassa". American Journal of Botany. 32:671–78
- McClintock, Barbara (1950) "The origin and behavior of mutable loci in maize". Proceedings of the National Academy of Sciences. 36:344–55
- McClintock, Barbara (1953) "Induction of instability at selected loci in maize". Genetics 38:579–99
- McClintock, Barbara (1961) "Some parallels between gene control systems in maize and in bacteria". American Naturalist 95:265–77
- McClintock, Barbara., Kato, T. A. & Blumenschein, A. (1981) Chromosome constitution of races of maize. Its significance in the interpretation of relationships between races and varieties in the Americas.. Colegio de Postgraduados, Chapingo, Mexico

1901: Behring · 
1902: Ross · 
1903: Finsen · 
1904: Pavlov · 
1905: Koch · 
1906: Golgi, Ramón y Cajal · 
1907: Laveran · 
1908: Mechnikov, Ehrlich · 
1909: Kocher · 
1910: Kossel · 
1911: Gullstrand · 
1912: Carrel · 
1913: Richet ·
1914: Bárány · 
1919: Bordet · 
1920: Krogh · 
1922: Hill, Meyerhof · 
1923: Banting, Macleod · 
1924: Einthoven ·
1926: Fibiger · 
1927: Wagner-Jauregg · 
1928: Nicolle · 
1929: Eijkman, Hopkins · 
1930: Landsteiner · 
1931: Warburg · 
1932: Sherrington, Adrian · 
1933: Morgan · 
1934: Whipple, Minot, Murphy · 
1935: Spemann · 
1936: Dale, Loewi · 
1937: Szent-Györgyi · 
1938: Heymans · 
1939: Domagk · 
1943: Dam, Doisy · 
1944: Erlanger, Gasser · 
1945: Fleming, Chain, Florey · 
1946: Muller · 
1947: C. Cori, G. Cori, Houssay · 
1948: Müller · 
1949: Hess, Moniz · 
1950: Kendall, Reichstein, Hench · 
1951: Theiler · 
1952: Waksman · 
1953: Krebs,Lipmann ·
1954: Enders, Weller, Robbins · 
1955: Theorell · 
1956: Cournand, Forssmann, Richards · 
1957: Bovet · 
1958: Beadle, Tatum, Lederberg · 
1959: Ochoa, Kornberg · 
1960: Burnet, Medawar · 
1961: Békésy · 
1962: Crick, Watson, Wilkins · 
1963: Eccles, Hodgkin, Huxley · 
1964: Bloch, Lynen · 
1965: Jacob, Lwoff, Monod · 
1966: Rous, Huggins · 
1967: Granit, Hartline, Wald · 
1968: Holley, Khorana, Nirenberg · 
1969: Delbrück, Hershey, Luria · 
1970: Katz, Euler, Axelrod · 
1971: Sutherland · 
1972: Edelman, Porter · 
1973: Frisch, Lorenz, Tinbergen · 
1974: Claude, De Duve, Palade · 
1975: Baltimore, Dulbecco, Temin ·
1976: Blumberg, Gajdusek · 
1977: Guillemin, Schally, Yalow · 
1978: Arber, Nathans, Smith · 
1979: Cormack, Hounsfield · 
1980: Benacerraf, Dausset, Snell · 
1981: Sperry, Hubel, Wiesel · 
1982: Bergström, Samuelsson, Vane · 
1983: McClintock · 
1984: Jerne, Köhler, Milstein · 
1985: Brown, Goldstein · 
1986: Cohen, Levi-Montalcini · 
1987: Tonegawa · 
1988: Black, Elion, Hitchings · 
1989: Bishop, Varmus · 
1990: Murray, Thomas · 
1991: Neher, Sakmann · 
1992: Fischer, Krebs · 
1993: Roberts, Sharp · 
1994: Gilman, Rodbell · 
1995: Lewis, Nüsslein-Volhard, Wieschaus · 
1996: Doherty, Zinkernagel · 
1997: Prusiner · 
1998: Furchgott, Ignarro, Murad · 
1999: Blobel · 
2000: Carlsson, Greengard, Kandel ·
2001: Hartwell, Hunt, Nurse · 
2002: Brenner, Horvitz, Sulston · 
2003: Lauterbur, Mansfield · 
2004: Axel, Buck · 
2005: Marshall, Warren ·
2006: Fire, Mello ·
2007: Capecchi, Smithies, Evans ·
2008: Zur Hausen, Barré–Sinoussi, Montagnier ·
2009: Blackburn, Greider, Szostak ·
2010: Edwards ·
2011: Beutler, Hoffmann, Steinman ·
2012: Gurdon, Yamanaka ·
2013: Rothman, Schekman, Südhof ·
2014: O'Keefe, Moser, Moser ·
2015: Campbell, Omura, Tu ·
2016: Osumi ·
2017: Hall, Rosbash, Young ·
2018: Allison, Honjo ·
2019: Kaelin, Ratcliffe, Semenza ·
2020: Alter, Houghton, Rice ·
2021: Julius, Patapoutian ·
2022: Pääbo ·
2023: Karikó, Weissman ·
2024: Ambros, Ruvkun
- Biblioteca Nacional de España: XX5281979
- Bibliothèque nationale de France: cb12278203r (data)
- CiNii: DA02971463
- Gemeinsame Normdatei: 119046660
- International Standard Name Identifier: 0000 0000 8093 783X
- Library of Congress Control Number: n82153492
- Bibliotheek van het Japanse parlement: 00621106
- Nationale Bibliotheek van Tsjechië: xx0223112
- Nationale Bibliotheek van Israël: 987007265271105171
- Nationale en Universitaire bibliotheek Zagreb: 000095972
- Nederlandse Thesaurus van Auteursnamen: 072492767
- LIBRIS: 401017
- SNAC: w6nx09n8
- Système universitaire de documentation: 073685151
- Virtual International Authority File: 14832103
- WorldCat: E39PBJvMCDfyD9MkFdfm9J4rMP